# Aglomerowanie
Aglomerowanie – łączenie drobnych cząstek ciał sypkich (sproszkowanych) w większe części.
Drobne cząstki ciała połączone w większe przybierają nową formę struktury, charakteryzującą się indywidualnymi właściwościami, innymi niż cząstki pierwotnie. (np. cukier puder zaglomerowany nabiera lepszych właściwości jeżeli chodzi o pylistość, tzn. nie rozpyla się).
Do przykładowych produktów i surowców podlegających procesowi aglomerowania zaliczyć możemy cukier puder, ekstrakt kawowy, herbata, kakao, zupy błyskawiczne (ang. instant), napoje w proszku, odżywki i inne.
Aglomerowanie może odbywać się w strumieniu powietrza, wskutek czego zderzające się cząstki drobnego materiału ulegają sczepieniu i połączeniu w większe aglomeraty.
W procesie aglomeracji wykorzystuje się media pośrednie, wpływające bezpośrednio na szybkość tworzenia aglomeratów. Zaliczamy do nich np. wodę, roztwory klejkujące (roztwór cukru) itp.